# BEHIND HEADLINE
BEHIND HEADLINE（ビハインド・ヘッドライン）は、TOKYO FMをキー局とするJFN系列全国ネットで放送された報道番組。

## 番組概要
朝のワイド番組が『クロノス』から『ONE MORNING』に代わるのに合わせ、12年半ぶりにタイトル変更。
JFN38局が唯一フルネットするネットワークニュースゾーンであり、その日の朝のニュースと番組がキャッチアップしたその日の話題について、専門家や7:10から放送の『リポビタンD TREND NET』に出演するJX通信社・BuzzFeed Japan等のネットメディア編集者と掘り下げていく。7時台のオープニング直後に天気予報が移動した点で、前番組である『WAKE UP NEWS』と若干異なっている。
7時台冒頭のテーマソングは東京スカパラダイスオーケストラによる書下ろし楽曲「The Terminal」。

### パーソナリティ
- 鈴村健一
- ハードキャッスル エリザベス

### タイムテーブル
- 7:00 ONE MORNING 7時台のオープニング（トーク、メニュー紹介）、全国の天気
- 7:02 NEWS
- 7:03 BEHIND HEADLINE 本編
- 7:08 （東京）TOKYO FM トラフィックレポート／（ネット局）各局送出CM

なお、各局のタイムテーブルでは厳密にわけられておらず、この10分間を"BEHIND HEADLINE"としているが、実質は上記のとおり約5分である。